# 奥斯若恩行省
奥斯若恩行省（拉丁語：Osroene，也写作Osrohene或Osrhoene）是一个存在近400年的罗马行省。它是在公元244年，罗马吞并奥斯若恩王国后形成的，并一直是对抗萨珊王朝的边防行省，直到7世纪被穆斯林征服。 
在行省存在的整个时期，该省是罗马与其东部邻国萨珊波斯之间反复争夺的对象，在一次次的罗马-波斯战争中遭受重创。战争开始于罗马皇帝德西乌斯于251年去世后，波斯人入侵了该行省。几年后，波斯国王沙普尔一世再次进攻罗马帝国东部，罗马皇帝瓦勒良前来保卫此地，260年在埃德萨兵败被俘。然而第二年，沙普尔被巴尔米拉的奥登纳图斯（芝诺比娅的丈夫）击败，被赶出奥斯若恩和美索不达米亚。
奥斯若恩行省被波斯多次夺走。 作为边防重地，第三帕提亚军团驻扎在行省的雷萨纳（存疑）。 
戴克里先皇帝推行四帝共治制和行政改革，将帝国划分为管区，管区下辖行省。君士坦丁皇帝又将帝国划分为四个近卫大区，奥斯若恩行省属于东方大区下的东方管区。根据4世纪晚期的《百官志》，它由praeses级别的总督领导，并且是美索不达米亚公爵的所在地，公爵拥有vir spectabilis的头衔。

## 参考文献

该地图显示了5世纪，包括奥斯若恩在内的东部罗马各行省